# Justizamt Hardheim
Das Justizamt Hardheim war eine während der napoleonischen Zeit von 1807 bis 1813 bestehende Verwaltungseinheit im Norden des Großherzogtums Baden.

## Geschichte
Vor Inkrafttreten der Bestimmungen des Reichsdeputationshauptschlusses 1803 war das im Übergangsbereich zwischen dem nördlichen Bauland und dem östlichen Odenwald gelegene Hardheim Sitz eines Amtes des Hochstifts Würzburg. Die Stadt gehörte anschließend zum Fürstentum Leiningen, bis dieses in Umsetzung der Rheinbundakte mediatisiert und in diesem Bereich der badischen Landeshoheit unterstellt wurde. Im Sommer 1807 wurde Hardheim zunächst dem standesherrlichen Amt Walldürn zugeteilt. Bereits im Dezember 1807 wurde dieses in zwei, als Justizamt titulierte Teile aufgespaltet. Hardheim bildete ab da mit den Orten Bretzingen, Erfeld, Gerichtstetten, Pülfringen, Rüdental, Steinfurt, Schweinberg und Waldstetten eine eigene Verwaltungseinheit, die der Landvogtei Miltenberg unterstellt war.
1810 wurde Hardheim mit dem angrenzenden Amt Külsheim vereinigt, außerdem kamen noch Gamburg mit Eulschirben, Gissigheim, der Esselbrunnerhof und bislang noch fehlende Anteile an Waldstetten hinzu. Sie waren als grundherrschaftliche Orte im Dezember 1807 den Landvogteien direkt unterstellt worden. 1813 wurde beide Ämter aufgelöst, Hardheim mit den umliegenden Orten ging zurück an Walldürn.

## Spätere Entwicklung
Aus dem Amt Walldürn entwickelte sich später das Bezirksamt Walldürn. Bei seiner Auflösung 1872 kam der Bereich um Hardheim zum Bezirksamt Buchen, das 1939 in den Landkreis Buchen überging. Bei der Kreisreform 1973 kamen so die meisten Orte des Amtes Hardheim zum Neckar-Odenwald-Kreis. Lediglich Steinfurt und Pülfringen gingen bei der Verwaltungszugehörigkeit einen anderen Weg, der sie 1973 in den Main-Tauber-Kreis führte.